# Tito Valverde
Fernando García Valverde, més conegut com a Tito Valverde (Àvila, 26 d'abril del 1951) és un actor espanyol.

## Filmografia

### Cinema
| Any  | Títol                                           | Director                                  |
| ---- | ----------------------------------------------- | ----------------------------------------- |
| 2016 | Villaviciosa de al lado                         | Nacho G. Velilla                          |
| 2013 | 15 años y un día                                | Gracia Querejeta                          |
| 2005 | Reinas                                          | Manuel Gómez Pereira                      |
| 2004 | La gran vida                                    | Antonio Cuadri                            |
| 2001 | El apagón                                       | José Mª Caro                              |
| 1998 | El grito en el cielo                            | Dunia Ayaso i Félix Sabroso               |
| 1997 | El color de las nubes                           | Mario Camus                               |
| 1997 | Amor de hombre                                  | Juan Luis Iborra i Yolanda García Serrano |
| 1996 | Una piraña en un bidé                           | Carles Pastor Moreno i José Picazo        |
| 1995 | La ley de la frontera                           | Adolfo Aristarain                         |
| 1994 | Todos los hombres sois iguales                  | Manuel Gómez Pereira                      |
| 1994 | Cómo ser infeliz y disfrutarlo                  | Enrique Urbizu                            |
| 1994 | Pipas                                           | David Gordon                              |
| 1993 | Sombras en una batalla                          | Mario Camus                               |
| 1993 | ¿Por qué llaman amor cuando quieren decir sexo? | Manuel Gómez Pereira                      |
| 1993 | El aliento del diablo                           | Paco Lucio                                |
| 1992 | Huidos                                          | Sancho Gracia                             |
| 1991 | Alas de mariposa                                | Juanma Bajo Ulloa                         |
| 1991 | Lo más natural                                  | Josefina Molina                           |
| 1989 | Esquilache                                      | Josefina Molina                           |
| 1989 | Amanece, que no es poco                         | José Luis Cuerda                          |
| 1987 | El bosque animado                               | José Luis Cuerda                          |
| 1981 | Buscando a Perico                               | Antonio del Real                          |
| 1977 | La guerra de papá                               | Antonio Mercero                           |

### Televisió
| Any         | Títol                                                      | Director                                            |
| ----------- | ---------------------------------------------------------- | --------------------------------------------------- |
| 2021        | Alba                                                       | Pablo Guerrero Carlota Pereda Humberto Miró Garrido |
| 2013-       | Galerías Vélvet                                            | Carlos Sedes                                        |
| 1999 a 2009 | El comisario                                               | Alfonso Arandia Jesús Font                          |
| 1997        | La banda de Pérez                                          | Ricardo Palacios Josetxo San Mateo                  |
| 1996 a 1998 | Todos los hombres sois iguales                             | Jesús Font                                          |
| 1995        | La noche de Lina                                           | Valerio Lazarov                                     |
| 1995        | Pepa y Pepe                                                | Manuel Iborra                                       |
| 1993        | Para Elisa                                                 | José Arévalo Pascual Cervera                        |
| 1992        | Celia                                                      | José Luis Borau                                     |
| 1990        | El obispo leproso                                          | José María Gutiérrez González                       |
| 1990        | La huella del crimen 2: El crimen del expreso de Andalucía | Imanol Uribe                                        |
| 1989        | El mundo de Juan Lobón                                     | Enrique Brasó                                       |
| 1989        | Lorca, muerte de un poeta                                  | Juan Antonio Bardem                                 |
| 1987        | Mala racha                                                 | José Luis Cuerda                                    |
| 1985        | Página de sucesos: Cintas verdes                           | Antonio Giménez-Rico                                |
| 1985        | Goya                                                       | José Ramón Larraz                                   |
| 1984        | Proceso a Mariana Pineda                                   | Rafael Moreno Alba                                  |
| 1982        | Ramón y Cajal: Historia de una voluntad                    | José María Forqué                                   |

### Doblatge
| Any  | Pel·lícula/Joc                              | Personatge       |
| ---- | ------------------------------------------- | ---------------- |
| 1987 | Shaka Zulu                                  | Shaka Zulu       |
| 1988 | The A-Team                                  | Frankie Santana  |
| 1989 | Full Metal Jacket                           | Soldat "Ébano"   |
| 1992 | Los reyes del Mambo tocan canciones de amor | César Castillo   |
| 1992 | Gnomo Cop                                   | Metge            |
| 1993 | True Blood                                  | Tony             |
| 1993 | Nuestro barrio                              | James St. Martín |
| 2010 | Heavy Rain (Playstation 3)                  | Scott Shelby     |

## Premis i nominacions
| Any  | Premi                  | Categoria                                      | Títol                          | Resultat  |
| ---- | ---------------------- | ---------------------------------------------- | ------------------------------ | --------- |
| 1992 | Unió d'actors, Espanya | Millor actor secundari                         | Alas de mariposa               | Guanyador |
| 1994 | Unió d'actors, Espanya | Millor actor secundari                         | Sombras en una batalla         | Guanyador |
| 1994 | Premis Goya            | Millor actor secundari                         | Sombras en una batalla         | Guanyador |
| 1996 | Unió d'actors, Espanya | Millor interpretació protagonista de televisió | Pepa y Pepe                    | Nominat   |
| 1996 | Fotogramas de Plata    | Millor actor televisió                         | Pepa y Pepe                    | Nominat   |
| 1997 | Unió d'actors, Espanya | Millor interpretació protagonista de televisió | Todos los hombres sois iguales | Guanyador |
| 1998 | Unió d'actors, Espanya | Millor interpretació protagonista de televisió | Todos los hombres sois iguales | Guanyador |
| 1998 | Fotogramas de Plata    | Millor actor televisió                         | Todos los hombres sois iguales | Nominat   |
| 2000 | Unió d'actors, Espanya | Millor interpretació protagonista de televisió | El comisario                   | Nominat   |
| 2000 | Premis ATV, Espanya    | Millor interpretació masculina                 | El comisario                   | Guanyador |
| 2001 | Premis ATV, Espanya    | Millor interpretació masculina                 | El comisario                   | Nominat   |
| 2003 | Premis TP d'Or         | Millor actor                                   | El comisario                   | Nominat   |
| 2005 | Premis Zapping         | Millor actor                                   | El comisario                   | Guanyador |
| 2006 | Premis ATV, Espanya    | Millor interpretació masculina                 | El comisario                   | Nominat   |